# Cobubatha luxuriosa
Cobubatha luxuriosa là một loài bướm đêm trong họ Noctuidae.